# 桃園市中壢區大崙國民小學
桃園市中壢區大崙國民小學，位於桃園市中壢區崇德路139號。

## 校史
- 大正8年(1919年)大崙區長宋榮華先生與地方教育熱心人士申設「大崙公學校」獲准設立，首任校長為須賀梅太郎，教職員許枝萬先生。

- 昭和16年(1941年) 大崙公學校改稱為「大崙國民學校」。
- 民國35年(1946年) 舉行接收典禮，校名改稱為「新竹縣中壢鎮大崙國民學校」，光復後首任校長為歐鴻淦先生。
- 民國37年(1948年) 成立大崙國民學校山東分校。
- 民國39年(1950年) 校名改稱為「桃園縣中壢鎮大崙國民學校」。
- 民國45年(1954年) 山東分校獨立，改稱「桃園縣中壢鎮山東國民學校」。
- 民國56年(1967年) 校名改稱為「桃園縣中壢市大崙國民學校」。
- 民國57年(1968年) 實施九年國民義務教育，校名改稱為「桃園縣中壢市大崙國民小學」。
- 民國103年(2014年) 桃園縣升格，校名改稱為「桃園市中壢區大崙國民小學」。
- 民國108(2019年)舉行慶祝創立一百週年校慶活動。

## 歷任校長
日本時代
- 須賀梅太郎1919年8月
- 國枝猛熊  1920年11月
- 山口品次郎1921年10月
- 松村松治  1928年6月
- 川野  綠  1930年4月
- 楠本政喜  1932年9月
- 近井  泰  1935年4月
- 高山慎吾  1937年4月
- 茶山末藏  1941年4月
- 勝野秋稔  1944年10月
- 川邊英一  1945年7月

國民後
- 歐鴻淦    1945年11月
- 曾建重    1946年2月
- 溫思正    1947年9月
- 吳富北    1954年9月
- 許學鐸    1970年11月（代理）
- 胡鴻英    1971年5月
- 許學鐸    1984年4月（代理）
- 吳烈委    1984年8月
- 古榮生    1992年8月
- 卓福星    1995年2月
- 徐清文    2005年2月（代理）
- 鄧玉英    2005年8月
- 陳秋蓉    2008年8月

## 校友

### 政治界
- 許信良
- 吳餘東
- 邱奕勝

## 外部連結
- 桃園市中壢區大崙國民小學 （页面存档备份，存于）